# Distretto di Gulbene
Il distretto di Gulbene (in lettone Gulbenes Rajons) è stato uno dei 26 distretti della Lettonia.
In base alla nuova suddivisione amministrativa è stato abolito a partire dal 1º luglio 2009

## Comuni
Il distretto comprendeva 1 città (Gulbene) e 13 comuni.